# Sclerolaena recurvicuspis
Sclerolaena recurvicuspis là loài thực vật có hoa thuộc họ Dền. Loài này được (W. Fitzg.) Domin miêu tả khoa học đầu tiên năm 1921.